# Municipio de San Pedro Huamelula
El municipio de San Pedro Huamelula es un municipio del estado de Oaxaca.

## Geografía
El municipio cubre un área de 505,23   km² de terreno montañoso y parcialmente boscoso. La laguna del Rosario se encuentra en el suroeste del municipio.

### Límites municipales
Tiene límites administrativos con los siguientes municipios y/o accidentes geográficos, según su ubicación:
| Noroeste: San Carlos Yautepec | Norte: Sta. Ma. Ecatepec, Asunción Tlacolulita, Magdalena Tequisistlán | Nordeste: Santo Domingo Tehuantepec |
| Oeste: San Miguel del Puerto  |                                                                        | Este: Santiago Astata               |
|                               | Sur: Golfo de Tehuantepec                                              | Sureste: Golfo de Tehuantepec       |

### Hidrografía
Zona relacionada con los ríos Santa María y Huamelula.

### Clima
El clima de este municipio es caluroso en los meses de enero a junio, en la mitad del año con temperatura templada y temperaturas frescas con viento al fin del año.

## Flora y fauna
Posee una extensa biodiversidad de fauna y flora, como por ejemplo venado, jabalí y el conejo.

## Demografía
San Pedro Huamelula está conformado por 24 localidades en las que según el censo del población 2020  viven 9,735 habitantes, de los cuales 4,802 son hombres y 4,933 mujeres.
Las principales localidades son:
| Localidad             | Población (2020) |
| --------------------- | ---------------- |
| El Coyul              | 2 497            |
| San Pedro Huamelula   | 2 310            |
| Tapanalá              | 1 358            |
| Santa María Huamelula | 1 346            |
| Río Seco              | 571              |
| Morro Ayuta           | 339              |
| Total municipio       | 9 735            |

## Actividad económica
Se cultiva frijol, maíz, sésamo, sorgo, sandía, melón, jitomate y cacahuate. Se cría ganado bovino, caprino y porcino. Se capturan pescados y mariscos que son comercializados en Salina Cruz. Se explotan maderas, palma real, piedra caliza. Se registra actividad gastronómica.